# المعبد الجنائزي لسيتي الأول
المعبد الجنائزي لسيتي الأول هو معبد جنائزي يقع في مدينة طيبة الجنائزية بصعيد مصر، تم بنائه من قبل الملك سيتي الأول.

## البناء

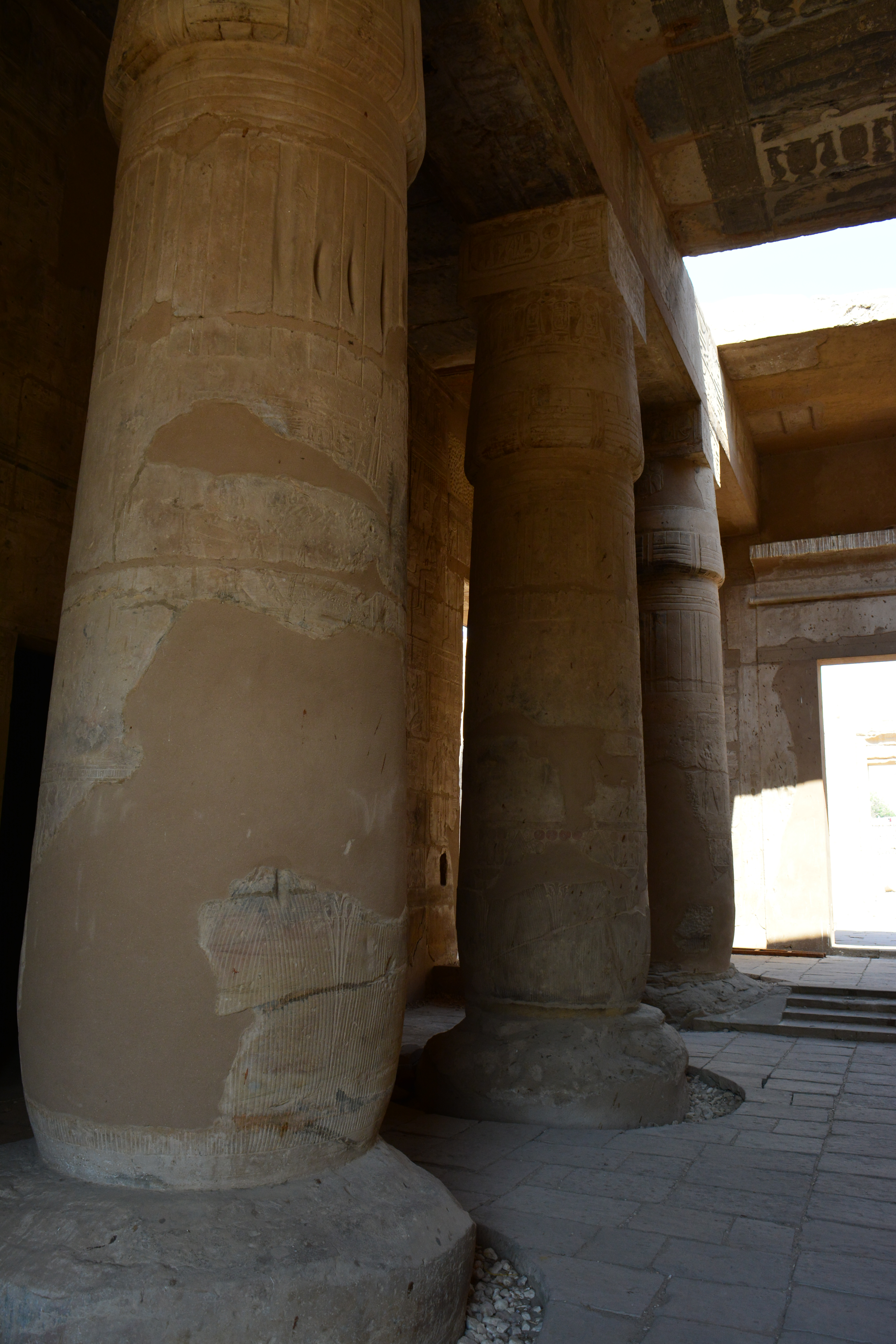
أعمدة المعبد الجنائزي لسيتي الأول

تشير التقديرات بأن المعبد تم بنائه في أواخر عهد سيتي الأول وربما بعد وفاة سيتي قام ابنه رمسيس الثاني باستكمال بناء المعبد.